# Hodal
Hodal est une ville indienne de l'État de l'Haryana. Elle fait partie du district de Palwal et en 2001, sa population est estimée à 38 306 habitants.